# S-125 Neva/Pechora

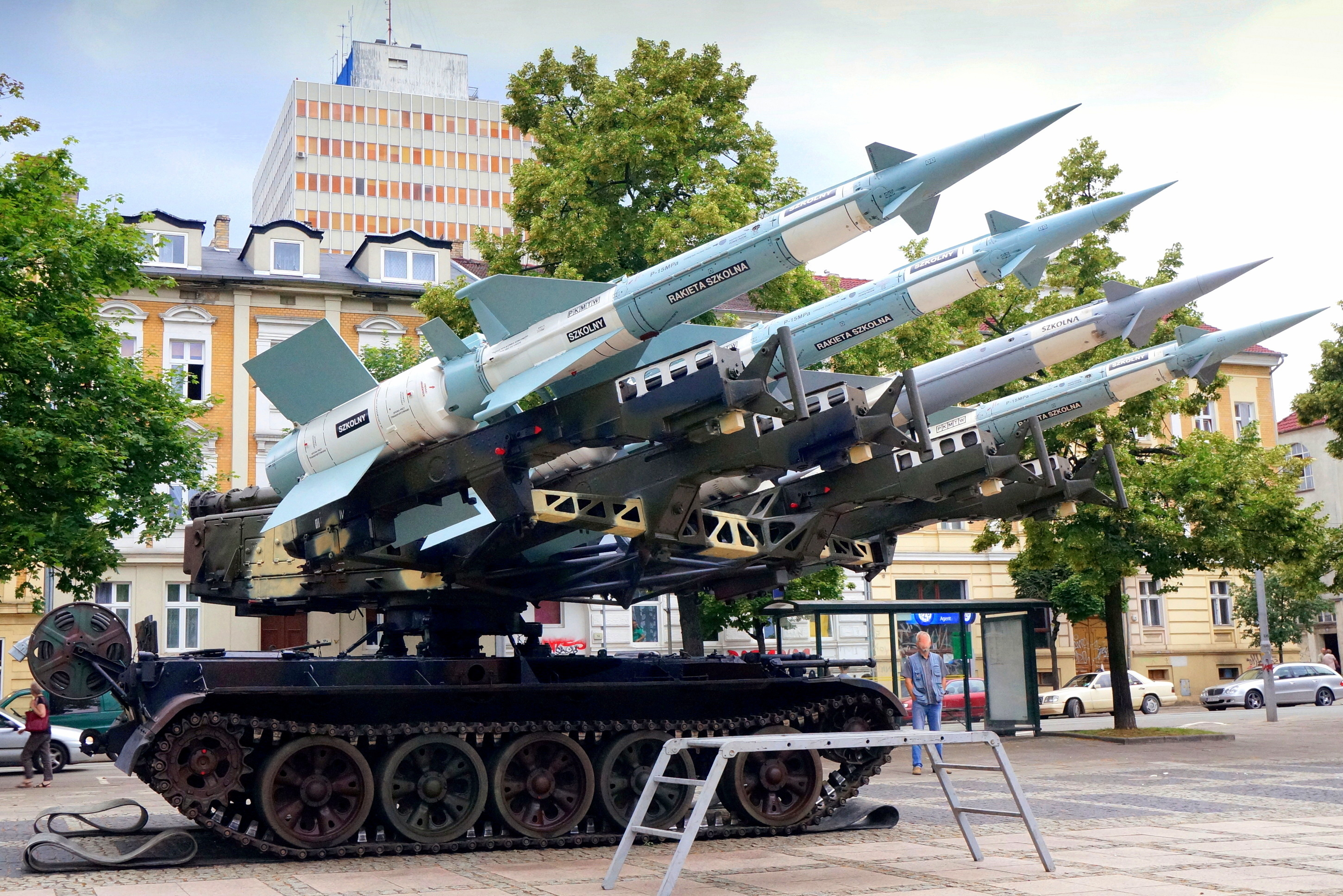
S-125 Newa SC

El S-125 Neva/Pechora (en ruso: С-125 Нева/Печора, Designación OTAN SA-3 Goa), es un sistema de misil superficie-aire de orígen soviético utilizado para defensa antiaérea diseñado por Aleksei Mihailovich Isaev para complementar al S-25 y al S-75. Tiene un alcance efectivo más corto y una altitud de ataque más baja que sus predecesores y también vuela más lento, pero debido a su diseño de dos etapas es más efectivo contra blancos más maniobrables. También es capaz de atacar blancos volando más bajo que los sistemas previos y al ser más moderno es mucho más resistente a las contramedidas electrónicas que el S-75. Los misiles 5V24 (V-600) alcanzan alrededor de Mach 3 a 3,5 en vuelo, ambas etapas son impulsadas por motores cohete de combustible sólido. El S-125, como el S-75, usa una guía por mando radial. La versión naval de este sistema tiene la designación OTAN de SA-N-1 Goa y la designación original M-1 Volna (en ruso Волна – ola).

## Historia
El sistema comenzó a desarrollarse en 1956 como un complemento de los diseños previos S-25/R-113 (SA-1), S-75 (SA-2 ) y S-200 (SA-5), y otros sistemas de misiles tierra-aire de gran altitud. El S-125 dotado con el misil V-600 entró en servicio operacional con las PVO-Strany (Voyska Protivovozduchnoy Oborony Strany) – (Tropas de la Defensa Nacional Aérea) En 1964, entró en servicio el sistema mejorado Neva-M S-125M. En éste se utiliza el misil V-601 y posteriormente se emplazarían en dichas baterías los misiles 5V27/5V27V.
Este tipo de misil fue suministrado en grandes cantidades a Vietnam del Norte durante la guerra con EE. UU. y derribó su primer avión el 23 de julio de 1965. Al mes siguiente, un avión de la Armada de EE. UU. fue derribado por otro SAM. Como consecuencia, Estados Unidos emprendió una serie de misiones aéreas contra Vietnam del Norte, conocidas como "Mano de hierro", para destruir las plataformas de lanzamiento de los S-125 que aún se encontraban en construcción. La actualización naval se conoce como el sistema 4K91. La versión de exportación del sistema fue designada como S-125 Pechora.
Durante la guerra árabe-israelí de 1973 varios sistemas S-125 fueron emplazados en el transcurso de los hechos bélicos, con un saldo de bajas y desempeño exitoso. En 1973, el lanzador de carriles cuádruples 5P73 entró en servicio con las fuerzas de defensa aérea para complementar al lanzador de carril dobl original 5P71  en áreas de importancia estratégica. A partir de 1973 la mayoría de los emplazamientos rusos han sido dotados de lanzadores cuádruples. Posteriormente, en Rusia se han Modernizado los sistemas S-125 para hacerlos más atractivos a los clientes de exportación. Durante las acciones de la guerra del Líbano de 1982
El 28 de marzo de 1999 se produjo un hecho que causó gran consternación entre los expertos militares, cuando lo impensable ocurrió: un F-117 fue destruido por el ejército yugoslavo. Si bien en los primeros momentos y aún después la USAF habló solamente de un posible accidente, los datos ofrecidos por los medios de comunicación serbios y los obtenidos por la inteligencia propia dejaron bastante claro que el avión había sido impactado por un misil SAM, y que este habría sido un humilde V-601P, misil asociado al sistema antiaéreo de corto y medio alcance S-125M Pechora. Las modificaciones serbias incluyen el terminal/la cámara que se dirigen de base del radar, y el radar ahora se monta en un camión o un blindado de 8 ruedas, sobre la base de uno de los chasis del transporte pesado usados para acarrear a los lanzadores de misiles Scud.
En 1999, a un consorcio industrial-financiero ruso-bielorruso conocido como Sistemas Defensivos ("Oboronitelnye Sistemy"), le fue concedido un contrato para actualizar los sistemas de las baterías SAM S-125 de Egipto. Estos sistemas, ahora restaurados, han sido redesignados como S-125 Pechora 2-M. Lanzado en el año 2000, la versión "Pechora-2" ofrece un mejor desempeño, al incrementar su capacidad para objetivos múltiples, con lko que ganó la mejora en su probabilidad de destrucción a blancos enemigos. El lanzador ahora se puede desplazar sobre un vehículo, con lo que el tiempo de despliegue se hace más corto que en sus versiones anteriores. Ahora, según sea su actualización, se puede también disparar los misiles del sistema Pechora-2M contra los misiles de crucero enemigos.
En 2001, Polonia comenzó a ofrecer un paquete de actualización denominado S-125 Newa SC. En esta versión se substituyen muchos de los componentes análogos por otros de tipo digital, para incrementar la confiabilidad y la exactitud de los proyectiles, así como sus sistemas de tiro. Esta mejora también implica el montar al lanzador de misiles en un chasis de un tanque T-55 en desuso, con lo que la movilidad se añade y también se agrega nuevas capacidades, ya que se le ha integrado transmisiones de datos del IFF. Una mejora parecida había sido hecha por el ejército cubano.

## Características
El S-125 se dispara desde rampas de lanzamiento que normalmente son fijas, pero pueden ser reubicados. La tripulación carga los misiles con la ayuda de un transportador sobre el suelo-montado de las  rampas de lanzamiento, los S-125 normalmente son transportados en camiones modificados ZIL-131 (6 x 6) o ZIL-157 (6 x 6) y se carga en los lanzadores. Aproximadamente se requiere un minuto para cargar los misiles en los rieles de lanzamiento, pero se requiere casi una hora entre el lanzamiento de misiles debido a la preparación de misiles, el tránsito de camiones y otros procedimientos de recarga. Cuando se utiliza en asociación con el SA-2 el misil es disparado desde lanzadores dobles accionados eléctricamente y con un ángulo de elevación de 75º.
Los radares que emplea el sistema son el P-15 “Flat Face” es un radar de adquisición en UHF con antenas parabólicas y un alcance de unos 250 km y el radar “Low Blow” que es un radar de seguimiento del blanco y guía del misil con un alcance de 85 km. Las baterías de SA-3 y SA-2 pueden también disponer del radar de alerta precoz P-12 “Sponn Rest” con un alcance de 270 km. El misil lleva en la cola un gran motor cohete con aletas rectangulares que se despliegan 90º en el lanzamiento y un sostenedor de propelente  sólido.
El S-125 cuenta asimismo con alerones traseros fijos, los cuales están dotados con dos de ellos, los cuales están situados en posición opuesta, aparte de unas aletas de control en el morro accionadas eléctricamente. El explosivo en la cabeza de impacto es de 60 kg. Las características del sistema de guiado ya son muy conocidas por occidente, debido a que varios ejemplares del sistema y de sus misiles fueron capturados por los israelíes en 1967 y 1973. Los comandos de accionamiento se envían desde tierra por medio de radioseñal al terminal buscador, el cual va provisto con un sistema semi-activo de búsqueda y rastreo. El S-125 alcanza una velocidad de Mach 2, su longitud es de 6,7m, su diámetro en el impulsor es de 70 cm, y el del misil es de 46 cm, la envergadura en el impulsor es de 1,5m, y en el misil es de 1,22m. Su peso de lanzamiento es de 600 kg, y su alcance máximo es de 30km, y su techo de vuelo está confirmado entre los 300 y 15000 metros.
Los sistemas "Pechora-2M" están dotados ahora de misiles más potentes y eficaces. Su índice GRAU es 5V27D o 5V27DE. Tienen radioespoleta y ojiva de ataque perfeccionadas, llegando a ser más precisos los métodos de guiado de misiles tierra-aire y mejores características energéticas del grupo propulsor. Otra versión de este misil, que por cierto, al igual que los demás misiles, es fabricado por la empresa "Fakel", en la provincia de Moscú, tiene aumentada la masa del propelente sólido en el acelerador de lanzamiento, lo cual y como es lógico, le confiere al misil una mayor velocidad, y desde luego, una mayor potencia y alcance. Por otra parte, el aumento del peso del misil redundó en el hecho del transporte del lanzador, ya que ahora no se pueden cargar los misiles como antes sino tan sólo dos, aún y con esta circunstancia no se disminuye la eficacia en combate del sistema.
La ojiva de ataque del misil tiene 3,7 veces mayor cantidad de capacidad destructiva, habiendo aumentado en 1,6 veces el peso de cada elemento. La espoleta de radiofrecuencia se activa a una distancia de 20 m del blanco, siendo prácticamente imposible que el avión adversario o sus misiles tácticos o táctico-operativos le eviten el ser abatido. Ahora, el radio de acción de las esquirlas es tal que permite destruir sistemas vitales del blanco o sus partes más vulnerables, como el cono del radar de nariz si se trata de un misil. Esto se logra hasta en el caso de blancos de grandes superficies y/o de alta velocidad en su desplazamiento. Su velocidad, de hasta 750 m/s, lo hace virtualmente inalcanzable. El sistema tampoco tiene límite en un ataque frontal.

## Usuarios

### Actuales
- Argelia
- Angola
- Armenia -
- Azerbaiyán -
- Birmania[3]
- Cuba
- Egipto[3]
- Etiopía
- Georgia
- India
- Libia[3]
- Moldavia
- Mongolia Pechora-2M[4]
- Mozambique
- Corea del Norte 32 baterías
- Perú
- Polonia Newa SC
- Serbia 15 sistemas de misiles aire-tierra, con 32 cohetes lanzadores (en proceso de modernización)
- Siria[3]
- Tanzania
- Turkmenistán[3]
- Ucrania[5]
- Venezuela 24 sistemas en la versión pechora-2m fueron adquiridos en 2011[6]
- Vietnam[3][7]
- Yemen
- Uganda
- Zambia

### Anteriores
- Bulgaria
- Camboya (chatarrizados en el 2005)[8]
- Checoslovaquia
- República Democrática Alemana
- Finlandia (retirados en los 90)
- Hungría (en servicio entre 1978 y 1995)[9]
- Irak (destruidos en el 2003)
- Rumania (en servicio entre 1986 y 1998)
- Rusia (retirados en los 90)

Ahora estos misiles son usados en los entrenamientos como blancos. Sustituidos con el sistema similar RM-5V27 Pishal (en servicio desde 2011)
- Somalia (inoperativos desde 1992)[10]
- Eslovaquia (retirados en el 2001)
- Yemen del Sur
- Unión Soviética
- Yugoslavia 14 baterías S-125,para un total de 60 lanzadores